# Forbidden World
Forbidden World, originalment titulada Mutant, és una pel·lícula de ciència-ficció-de terror estatunidenca del 1982. El guió va ser escrit per Tim Curnen, a partir d'un guió de R.J. Robertson i Jim Wynorski. Va ser coeditat i dirigit per Allan Holzman, que havia editat Batalla més enllà de les estrelles dos anys abans. El repartiment inclou Jesse Vint, Dawn Dunlap, June Chadwick, Linden Chiles, Fox Harris i Michael Bowen. Forbidden World també s'ha publicat amb els títols 'Mutant' i 'Subject 20'.
La pel·lícula va rebre tres nominacions als Premis Saturn de 1983: Millor pel·lícula de baix pressupost, Millor maquillatge i Millors efectes especials. En general, els crítics l'han criticat com una imitació barata i explotadora de la pel·lícula Alien, amb sexe, nuesa, edició desigual, efectes especials barats i un disseny de so que alguns espectadors van trobar desagradable, encara que la partitura de música electrònica produïda per Susan Justin va rebre una atenció majoritàriament positiva. Sovint es combina i es compara amb la imitació d' Alien produïda per Corman de l'any anterior La galàxia del terror, amb la qual Forbidden World comparteix alguns dels mateixos conjunts (dissenyats per James Cameron). La pel·lícula també fa ús d'imatges reciclades de la pel·lícula de 1980 Batalla més enllà de les estrelles, que també va ser produïda per Corman.
La pel·lícula va ser refet l'any 1991 sota el títol Dead Space, del qual Corman va exercir de productor executiu. El remake té variacions menors, però encara conserva la trama i els estils dels personatges de l'original, fent referència també al virus mutat com a "metamorf" com ho va fer l'original.

## Argument
En un futur llunyà, en una estació d'investigació genètica situada al remot planeta desèrtic de Xarbia, un equip d'investigació ha creat una forma de vida experimental que han designat "Tema 20". Aquesta forma de vida es va construir a partir de la soca ADN sintètica, "Proto B", i tenia la intenció d'evitar una crisi alimentària a tota la galàxia. Tanmateix, el subjecte 20 muta de manera ràpida i incontrolable i mata tots els animals subjectes de laboratori abans de fer-se capoll dins d'una cabina d'examen.
L'oficial militar Mike Colby, acompanyat del seu robot assistent SAM-104, és cridat per investigar el problema. Després que Colby s'instal·li, la seva decisió d'acabar amb el Subjecte 20 per evitar més morts es troba amb un secret i una resistència orientats a la investigació. El personal de l'estació inclou el cap d'investigació, Gordon Hauser, la seva ajudant Barbara Glaser, l'assistent de laboratori Tracy Baxter, el tècnic de laboratori Jimmy Swift, l'electricista Brian Beale, el cap de seguretat de l'estació, Earl Richards i Cal Timbergen, el metge.
Quan el subjecte 20 eclosiona del seu capoll, comença a matar el personal de l'estació, començant per Jimmy, a qui s'encarregava de netejar el laboratori d'assumptes dels subjectes de prova amb animals morts. A mesura que el subjecte 20 continua matant la majoria de la tripulació de l'estació, es revela el motiu de l'engany. El disseny genètic del subjecte 20 incorpora ADN humà, i el seu mètode de matar és injectar a la seva presa la soca d'ADN Proto B que després procedeix a eliminar totes les diferències genètiques dins de cèl·lules específiques. El resultat és que el cos viu de la víctima s'erosiona lentament en una pila gelatinosa de proteïna pura que el subjecte 20 consumeix com a subsistència. Després de la seva mutació final, on la criatura evoluciona cap a un enorme ésser semblant a un insecte amb una gran boca plena de dents afilades, la criatura és assassinada quan es menja el fetge cancerígen de Cal, el seu cos s'autodestrueix genèticament des de dins. Mike i Tracy es queden com els únics supervivents de la furia del Subjecte 20.

## Repartiment
- Jesse Vint - Mike Colby
- Dawn Dunlap - Tracy Baxter
- June Chadwick - Dr. Barbara Glaser
- Linden Chiles - Dr. Gordon Hauser
- Fox Harris - Dr. Cal Timbergen
- Raymond Oliver - Brian Beale
- Scott Paulin - Earl Richards
- Michael Bowen - Jimmy Swift
- Don Olivera - SAM-104

## Producció
Segons el director Allan Holzman, va començar a rodar sense guió amb aquestes indicacions de Corman: "Tens quatre dies per escriure, produir i dirigir una obertura d'una pel·lícula espacial de set a vuit minuts... Et regalaré un astronauta. i un robot, i si necessiteu alguna inspiració, sempre he volgut fer una versió de Lawrence d'Aràbia a l'espai exterior."."

## Recepció
El lloc web d'agregació de ressenyes Rotten Tomatoes atorga a la pel·lícula una valoració del 60% basada en les ressenyes de 5 crítics.
El Los Angeles Times ho va qualificar d'"animat, divertidament horripilant."